# Эгин
Эги́н или Эгюин (фр. Aiguines) — коммуна на юго-востоке Франции в регионе Прованс — Альпы — Лазурный берег, департамент Вар, округ Бриньоль, кантон Флейоск.
Площадь коммуны — 114,43 км², население — 251 человек (2006) с тенденцией к росту: 269 человек (2012), плотность населения — 2,4 чел/км².

## Население
Население коммуны в 2011 году составляло 265 человек, а в 2012 году — 269 человек.
| 1962 | 1968 | 1975 | 1982 | 1990 | 1999 | 2006 | 2007 | 2011 | 2012 |
| ---- | ---- | ---- | ---- | ---- | ---- | ---- | ---- | ---- | ---- |
| 174  | 165  | 132  | 161  | 207  | 219  | 251  | 255  | 265  | 269  |

Динамика населения:

## Экономика
В 2010 году из 151 человек трудоспособного возраста (от 15 до 64 лет) 109 были экономически активными, 42 — неактивными (показатель активности 72,2 %, в 1999 году — 67,4 %). Из 109 активных трудоспособных жителей работали 92 человека (52 мужчины и 40 женщин), 17 числились безработными (7 мужчин и 10 женщин). Среди 42 трудоспособных неактивных граждан 7 были учениками либо студентами, 17 — пенсионерами, а ещё 18 — были неактивны в силу других причин.
На протяжении 2010 года в коммуне числилось 104 облагаемых налогом домохозяйства, в которых проживало 193,5 человека. При этом медиана доходов составила 12 600 евро на одного налогоплательщика.

## Фотогалерея

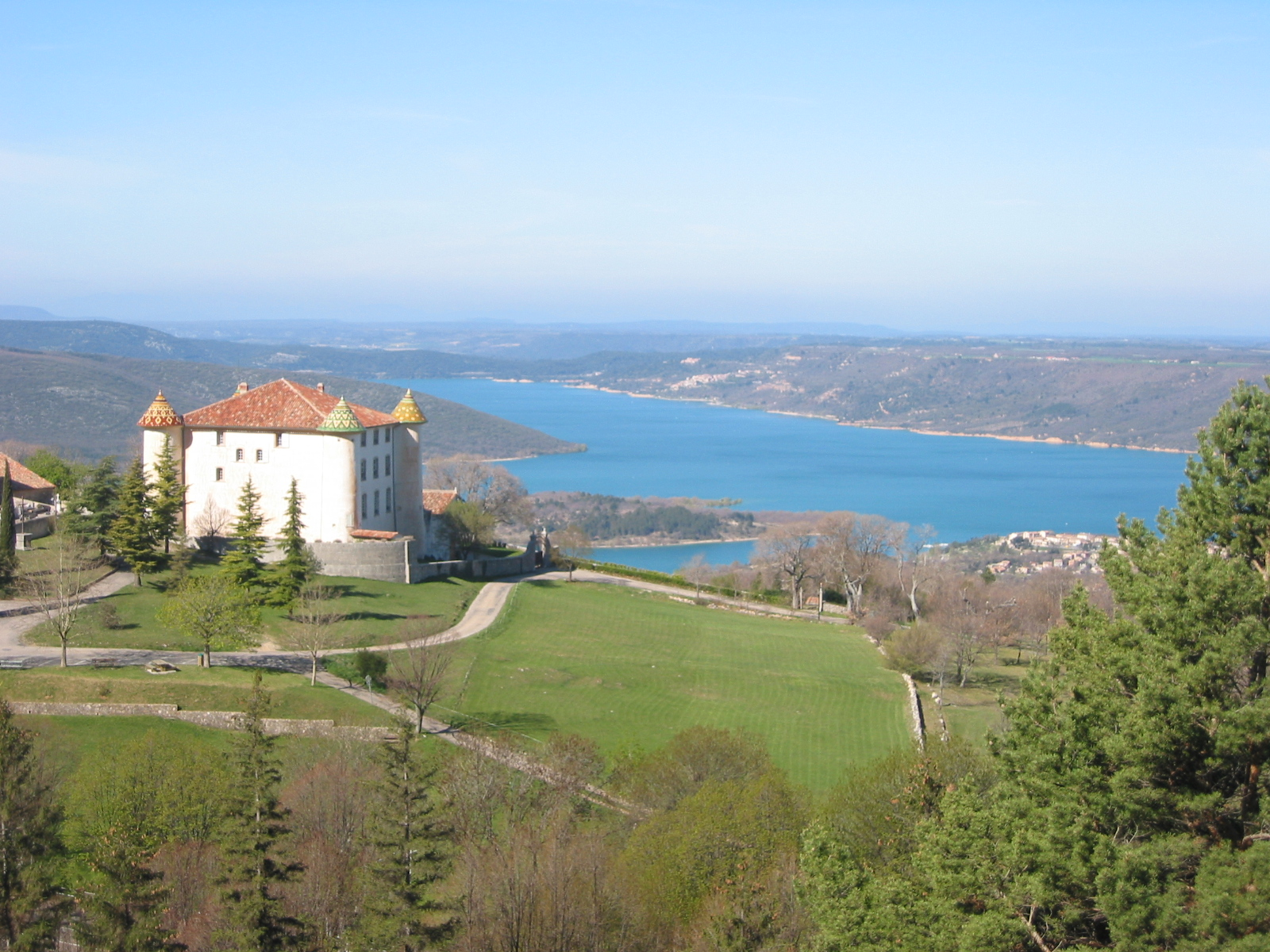
Шато д’Эгин на озере Сент-Круа
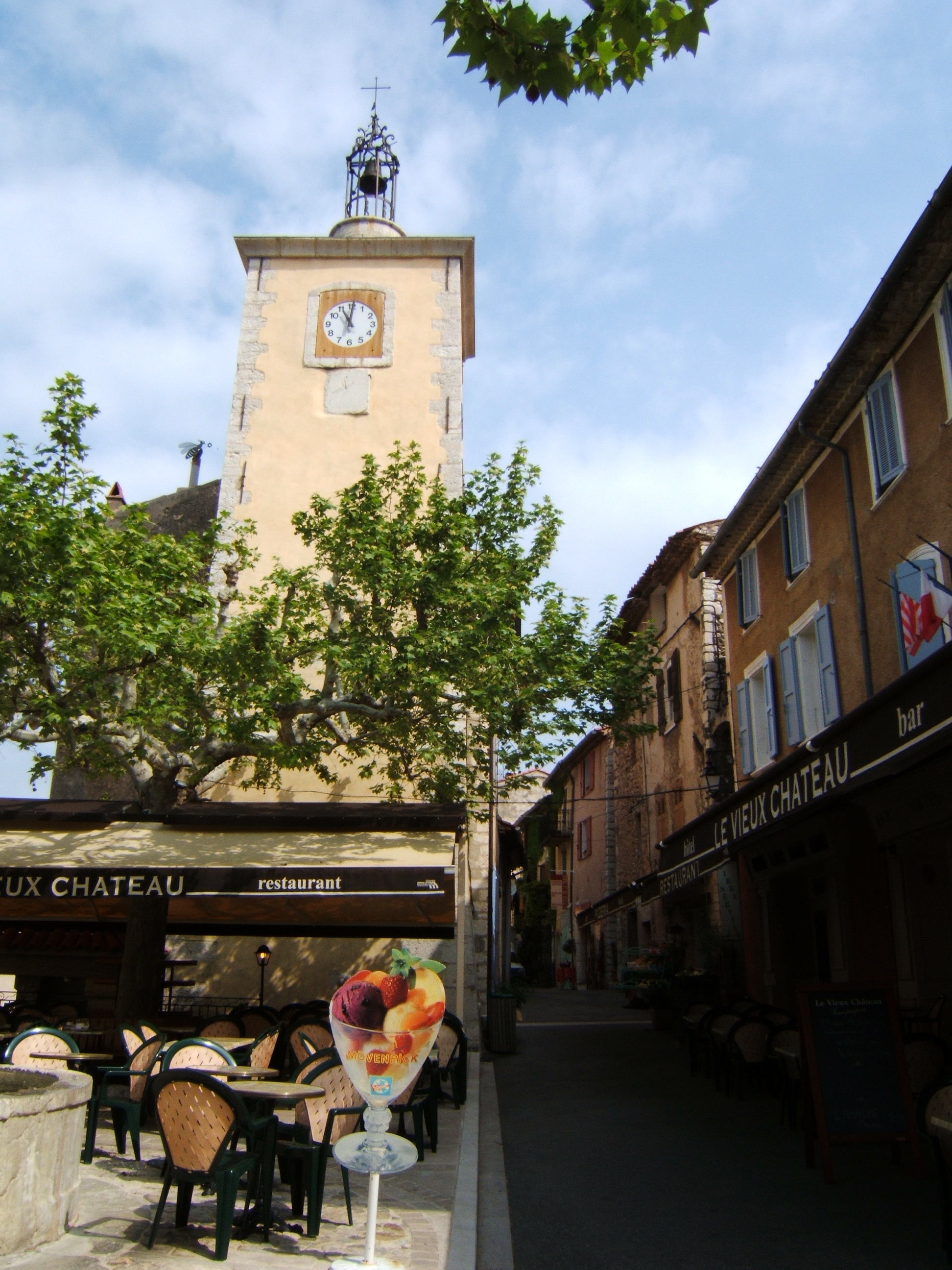
Колокольня
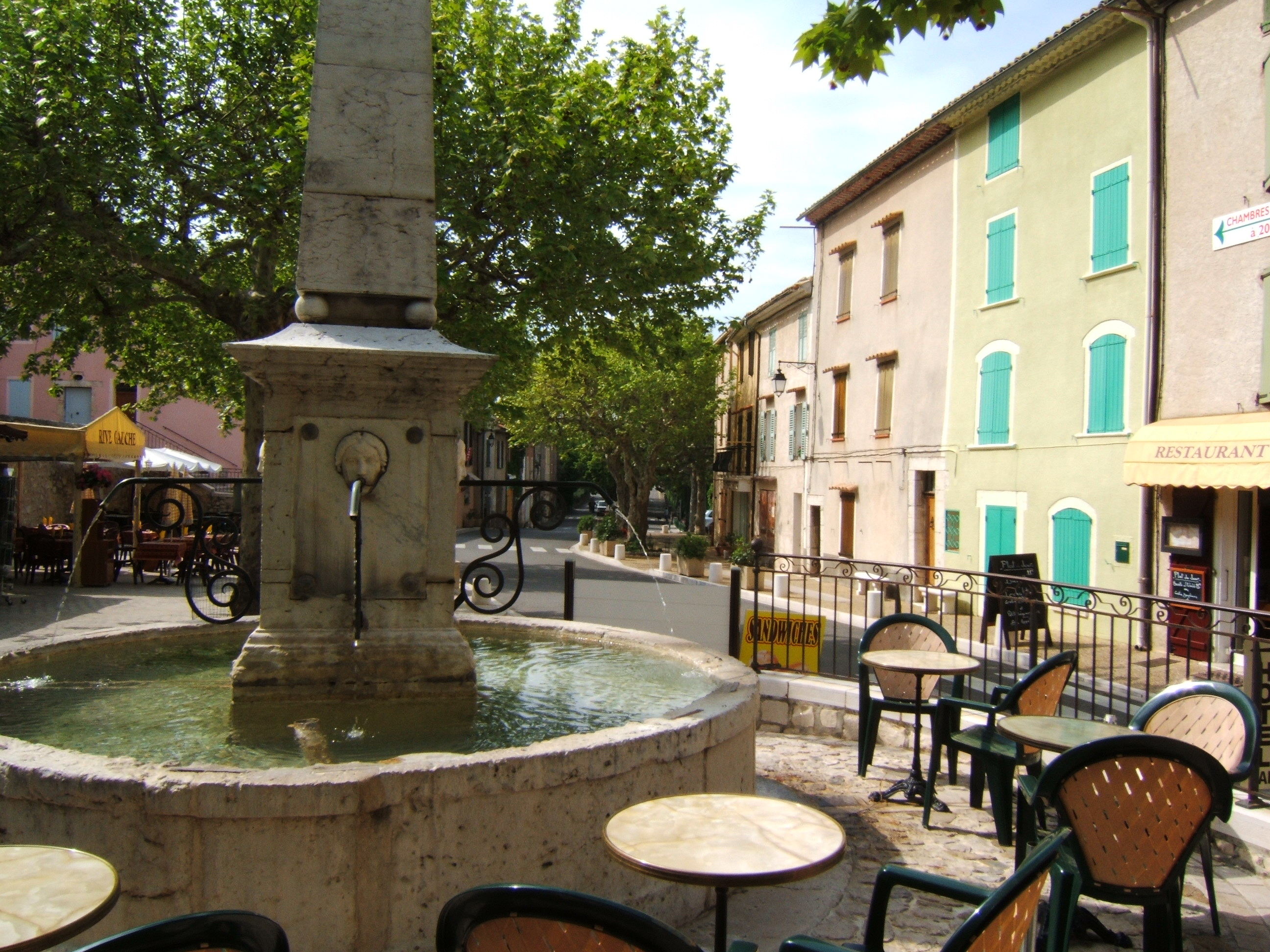
Центральная площадь Эгина